# اينزو بيانكو
اينزو بيانكو (بالإيطالية: Enzo Bianco)‏ هو محامي وسياسي إيطالي، ولد في 24 فبراير 1951 في إيطاليا. حزبياً، نشط في Democracy is Freedom – The Daisy ‏ والحزب الديمقراطي.

## مناصب
- انتخب وزير الدفاع المدني (22 ديسمبر 1999 – ).
- انتخب وزير الداخلية الإيطالي ‏ ( – 11 يونيو 2001).
- انتخب mayor of Catania ‏ خلال فترته النيابية ‏.
- انتخب عضو مجلس الشيوخ الإيطالي.
- انتخب عضو مجلس النواب في الجمهورية الإيطالية.
- انتخب وزير الداخلية الإيطالي ‏ (22 ديسمبر 1999 – ).